# Desert Blue
Desert Blue és una pel·lícula estatunidenca dirigida per Morgan J. Freeman, estrenada el 1998. Ha estat doblada al català.

## Argument
La història se centra en una estrella de Hollywood (Hudson) que és "abandonat" en una petita ciutat desèrtica en un viatge amb el seu pare. Allà arriba a conèixer els residents bastant excèntrics de la ciutat, incloent-hi un (Ricci), el hobby del qual és fabricar bombes casolanes i un altre (Sexton) que està intentant realitzar el somni del seu pare de construir un parc aquàtic al desert.

## Repartiment
Liev Schreiber fa una petita aparició (àudio) com la veu de Mickey Moonday. El líder del grup B-52 Fred Schneider posa la veu d'un DJ de ràdio que és, aparentment, l'únic mitjà de comunicació en la localització fictícia de la pel·lícula.
- Casey Affleck: Pete Kepler
- Brendan Sexton III: Blue Baxter
- Kate Hudson: Skye Davidson
- Christina Ricci: Ely Jackson
- John Heard: Prof. Lance Davidson
- Ethan Suplee: Cale
- Sara Gilbert: Sandy
- Isidra Vega: Haley Gordon
- Peter Sarsgaard: Billy Baxter
- Rene Rivera: Dr. Gordon
- Lee Holmes: Diputat Keeler
- Lucinda Jenney: Caroline Baxter
- Jerry Agee: Agent d'assegurances
- Daniel von Bargen: Xèrif Jackson
- Richmond Arquette: Truck Driver
- Michael Ironside: Agent Frank Bellows
- Nate Moore: Agent Red
- Ntare Mwine: Agent Green
- Aunjanue Ellis: Agent Summers
- Fred Schneider: KBLU Radio DJ (veu)
- Liev Schreiber: Mickey Moonday (veu)
- MacDaddy Beefcake: Telly Clems (veu)
- Chris Gannon: Veus suplementàries (veu)
- Don Leslie: Veus suplementàries (veu)

## Al voltant de la pel·lícula
- Tot i que ja havia rodat una pel·lícula (Ricochet River), es tracta de la primera pel·lícula estrenada en la qual actua Kate Hudson.
- Casey Affleck i Kate Hudson es trobaran l'any següent a 200 Cigarettes i deu anys més tard a The Killer Inside Me.
- Les escenes es van rodar a Goldfield, Nevada, que retrata la fictícia petita ciutat.